# Поста
По̀ста (на италиански: Posta) е село и община в Централна Италия, провинция Риети, регион Лацио. Разположено е на 721 m надморска височина. Населението на общината е 714 души (към 2012 г.).